# Shaklee Terraces
Shaklee Terraces je mrakodrap v kalifornském městě San Francisco. Má 38 pater a výšku 164 metrů, je tak 14. nejvyšší mrakodrap ve městě. Byl dokončen v roce 1979 a za designem budovy stojí firma Skidmore, Owings and Merrill.